# Kanayamahiko

Rodowód Kanayamahiko

Kanayamahiko (jap. 金山彦神 Kanayamahiko no Kami) - bóstwo w mitologii japońskiej. W Kojiki jego imię zapisywane jest jako 金山毘古神, natomiast w Nihon shoki jako 金山彦神. Wraz z Kanayamabime no Kami (jap. 金山毘売神) jest bogiem kopalin, górnictwa i kowalstwa. Powstał z wymiocin Izanami, które to zwróciła z bólu i mdłości podczas aktu rodzenia boga ognia. Podczas gdy Kojiki podaje, że w tym momencie powstało dwoje bogów - Kanayamahiko i Kanayamahime, to w Nihon shoki widnieje tylko jedno imię - Kanayamahiko. Czczony jest w Nanguu Taisha w Tarui w prefekturze Gifu, chramie Koganeyama w Ishinomaki oraz na terenie całej Japonii w chramach Kanayama (jap. 金山神社 Kanayama jinja).